# Арнсбург, Мария
Мария Арнсбург (нем. Marie Arnsburg; 3 января 1853[…], Вена — 30 мая 1940[…], Вена) — австрийская художница-пейзажистка.

## Биография
Родилась в 1853 году в Вене в семье актёров. Приходилась внучкой театральной артистке Елизавете Кобервейн. Мария, как и её сестра София, решили стать художницами. 
Мария Арнсбург училась сперва в Школе декоративно-прикладного искусства при Австрийском музея искусства и промышленности под руководством Людвига Миннигероде, а затем (с 1885 года) — у Эмиля Якоба Шиндлера. 
Работала в Вене, Мюнхене, а в летние месяцы — в замке Планкенбург, где существовала колония художников. 
Арнсбург писала пейзажи, городские виды, цветочные натюрморты. К началу XX века работы Арнсбург стали довольно известны. Она регулярно участвовала в выставках в Вене и Граце, а в начале 1910-х годов руководила собственной рисовальной школой.
С 1926 по 1937 года Мария Арнсбург руководила рисовальной школой для женщин и девочек совместно с сестрой Софией. 
В 1897–1926 годах Мария являлась членом Ассоциации женщин-писательниц и художниц в Вене и ей вице-президентом в 1919—1920 годах.
Мария Арнсбург скончалась в 1940 году в Вене.
Сегодня её работы хранятся в собраниях ряда музеев Австрии.

## Галерея

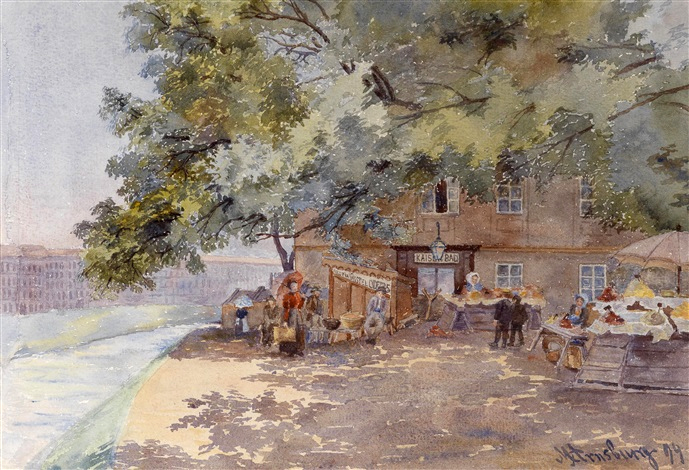
Рынок на Дунайском канале
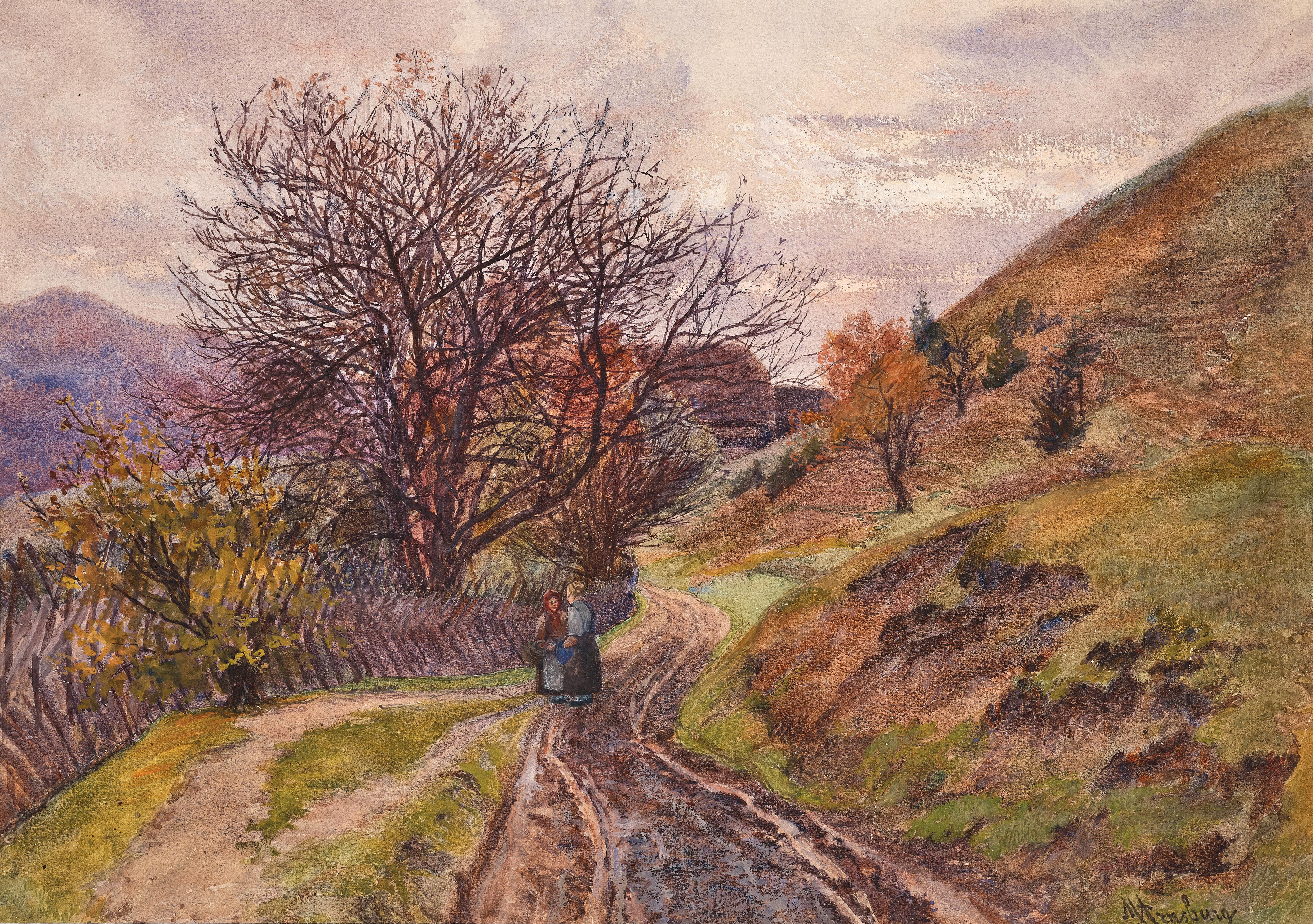
Пасмурный осенний день
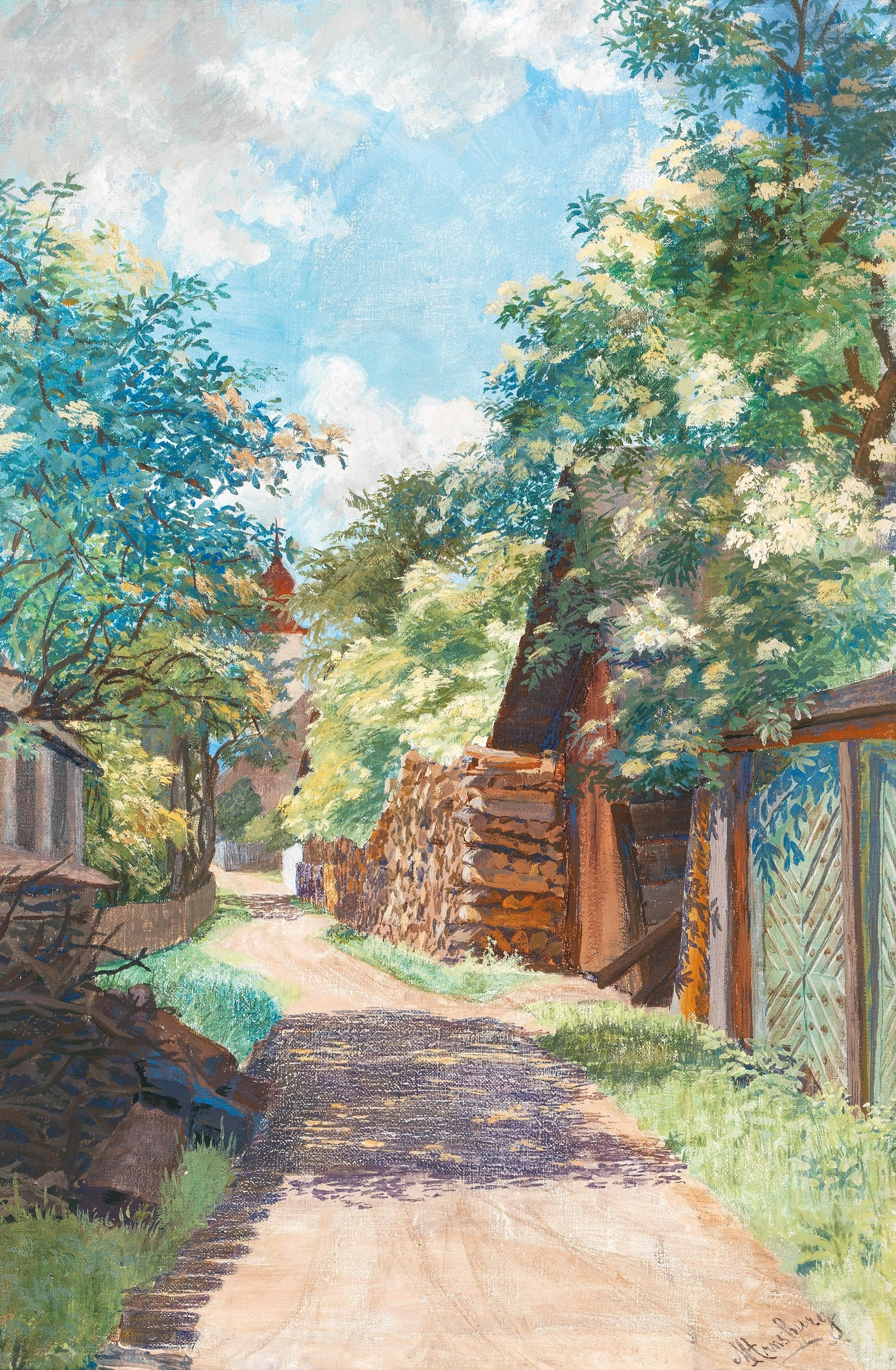
Июнь в австрийской деревне
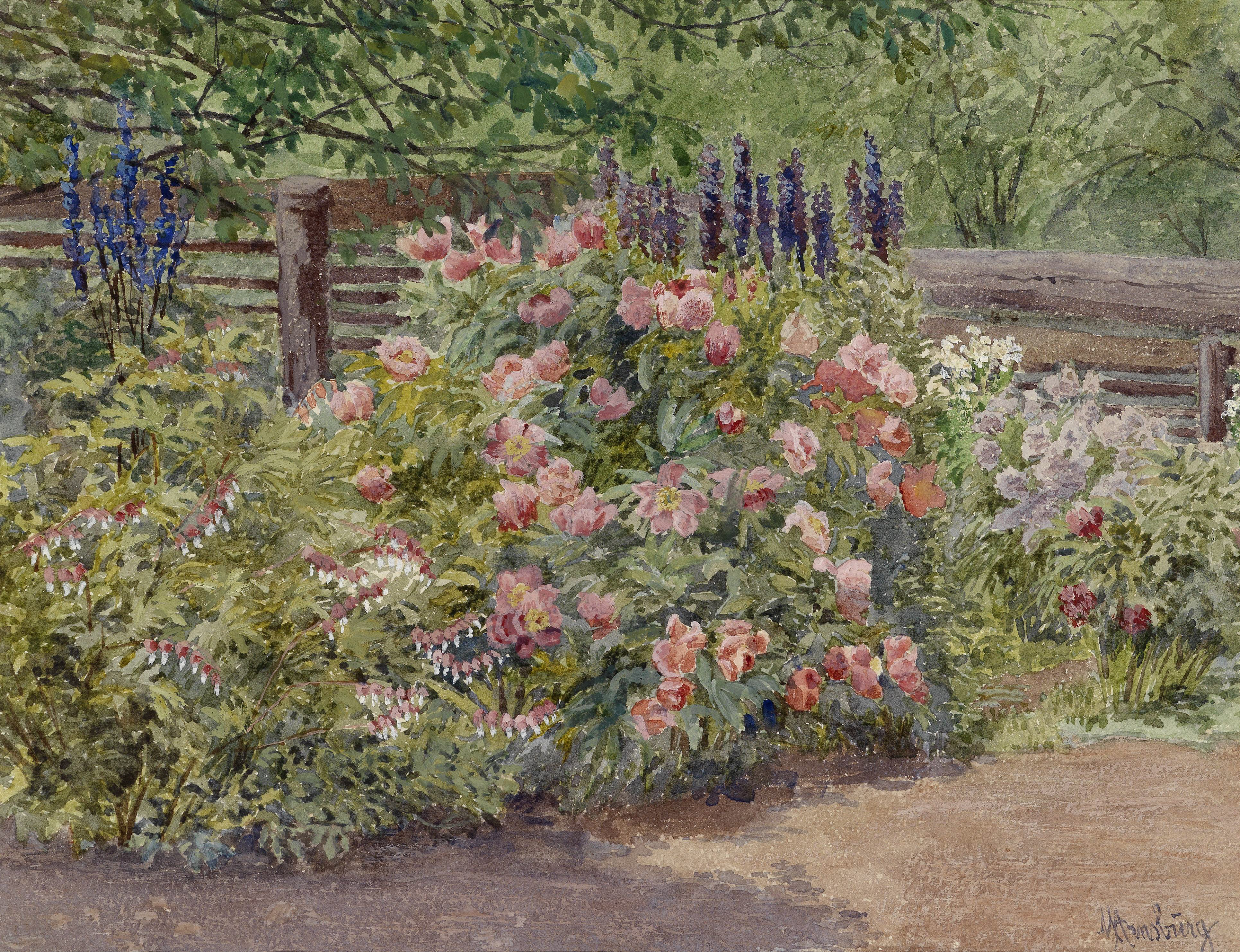
Пионы